# Joseph Kony
Joseph Kony (Odek, est de Gulu, nord d'Uganda, 1961) és el cabdill principal del grup guerriller paramilitar denominat Exèrcit de Resistència del Senyor (LRA, de l'anglès, "Lord's Resistance Army"), avui dia partícip d'una sagnant campanya per a establir un govern teocràtic a Uganda, segons el seu líder, es basaria en els preceptes de la Bíblia cristiana i del Decàleg o Deu Manaments. El LRA, que s'ha guanyat un mal nom a causa de la brutalitat exercida en contra de la població del nord d'Uganda, ha reclutat aproximadament a 20.000 nens des de l'inici de la rebel·lió el 1987. A més, ha segrestat més de 40.000 nens i ha desplaçat el voltant d'1,8 milions de persones a Acholi, Lango, Teso i la regió del Sud-oest del Nil.

## Història
Joseph Kony assegura considerar-se a si mateix com un bon cristià i diu que el seu gran objectiu és que Uganda sigui una nació cristiana; és per això que el 1987 ideà un moviment de resistència anomenat l'Exèrcit de Resistència del Senyor (LRA). L'LRA ha estat a una guerra civil permanent contra el govern ugandès des d'ençà. Si l'LRA guanyés, Kony ha promès que Uganda es convertirà a una forma de govern teòcrata amb lleis basades en els Deu Manaments. L'LRA ha estat acusat de segrestar nens per a utilitzar-los com a soldats o esclaus sexuals. Com a part de la seva inclinació ideològica es diu que, sovint, cal que aquests nens assassinin als seus propis pares i, d'aquesta manera, aconseguir que no tinguin cap lloc a on retornar. Una vegada han estat segrestats, els nens són utilitzats com a mules, tot carregant avituallament de l'LRA fins que es troben massa debilitats per continuar caminant. Una vegada això succeeix són assassinats o simplement es deixen que morin.
Els nens segrestats també serveixen com a esquer, sent enviats a primera línia (sense portar armes) quan l'exèrcit ugandès es troba en confrontació amb l'LRA. L'acusació indica també que les nenes segrestades a les quals Kony o els seus comandants troben atractives, es converteixen en "esposes" en cas que es neguin a ser violades i, posteriorment, assassinades. Segons la denúncia, als nens captius que causen problemes se'ls talla el nas, les orelles i/o els llavis. Després, se'ls obliga a menjar la seva pròpia carn.